# Jesús Martí Martín
Jesús Martí Martín (Castellón de la Plana, 3 de mayo de 1899-Ciudad de México, 1975) fue un arquitecto y pintor español exiliado en México. Con una vocación artística desde niño, se formó como arquitecto y pintor en Madrid, donde desarrolló su carrera profesional en los años previos a la guerra civil española. Durante la misma ayudó a preservar los tesoros artísticos nacionales de la destrucción de la capital. Tras la caída de la Segunda República en 1939 huyó a Francia, donde estuvo internado durante dos meses hasta que fue liberado y posteriormente huyó a México, donde reanudó su carrera como arquitecto que poco a poco fue abandonando en favor de la pintura. No expuso nunca su obra hasta que a la edad de 70 años fue convencido para montar una exposición en Ciudad de México, momento en el que fue aclamado como un maestro de la pintura mexicana moderna.

## Formación
Su temprana vocación artística le llevó a la edad de 7 años a ser discípulo de la academia de bellas artes de Juan Bautista Porcar donde junto a otros compañeros como Godofredo Buenosaires Vicent formaron el «Grupo Ribalta» —en recuerdo al pintor barroco Francisco Ribalta que entonces se creía nacido en Castellón—, también conocido como els nou por ser 9 sus componentes fijos. También aprendió a tocar el violín recibiendo clases de Francisco Tárrega.
En 1916 obtuvo el título de bachiller en el Instituto General y Técnico de Castellón. Su vocación pictórica fue complementada con la más práctica de estudiar arquitectura siguiendo los consejos de su padre, probablemente influenciado por el arquitecto y diputado liberal amigo de la familia Amós Salvador Carreras. Una vez matriculado en la Escuela de Arquitectura de la Universidad Central de Madrid en el curso 1916/17 tarda 11 años en completar la carrera con una media de aprobado, teniendo que desplazarse hasta la Universidad de Salamanca dos años para cursar las asignaturas científicas prescritas en el plan de estudios. Los motivos para esta tardanza se deben al compaginar estos estudios con los de pintura en la Real Academia de Bellas Artes de San Fernando que cursó entre 1921 y 1926 y posiblemente por haber sufrido tuberculosis. Pese a  graduarse en 1927, su proximidad con otros arquitectos de su misma promoción pero egresados años antes hace que se le encuadre igualmente dentro de la llamada Generación del 25 de arquitectos españoles.
Durante su estancia universitaria en Madrid vivió en la Residencia de Estudiantes donde entabló amistad con jóvenes afines como Salvador Dalí, Federico García Lorca, Luis Buñuel o Rafael Alberti.

## Arquitecto en Madrid
Una vez finalizada la carrera de arquitectura entra a trabajar en el estudio de Miguel Ángel García-Lomas construyendo juntos el Edificio Vita situado en el número 62 de la Gran Vía madrileña en 1929 y el Edificio de viviendas Castaño situado en la esquina de la calle de Alcalá con la de Goya de la misma ciudad en 1930 de un marcado carácter racionalista y expresionista poco propio de García-Lomas por lo que se considera la primera obra plena de Martí.
Por su cuenta construiría un conjunto de casas baratas en El Escorial que él mismo consideró su mejor obra, pero de las que probablemente no pudo firmar él la ejecución llevándose el mérito Ramón Gascuñana Martín así como algunas casas de veraneo en Ribadesella.
La proclamación de la Segunda República española la recibe en Madrid donde impidió que grupos antimonárquicos derribasen las estatuas de 20 de los reyes que han gobernado en diversas épocas el territorio actual de España situadas en la plaza de Oriente. Durante esta época frecuentaba algunas de las tertulias de la capital, como la de La ballena alegre y se posicionó del lado de Luis Bello y otros arquitectos del GATEPAC en contra de la Oficina Técnica de construcciones y escuelas (OTCE) del Ministerio de Instrucción Pública y Bellas Artes debido al que consideraban su mal ejemplo arquitectónico para el correcto desarrollo de la enseñanza. 
En 1933, recomendado por su jefe García-Lomas, quedó en octava posición en el concurso convocado por el Ayuntamiento de Madrid para cubrir 5 plazas de arquitecto municipal en el que también participaron Santiago Esteban de la Mora, Fernando García Mercadal o Manuel Muñoz Monasterio entre otros nombres destacados de la época, debido a la buena puntuación de 12 de los candidatos el jurado recomendó nombrar suplentes a los 7 siguientes mejor puntuados que se habían quedado fuera del concurso. Ese mismo año participó como jurado del Concurso Nacional de Arquitectura junto a Martín Domínguez Esteban. Sin embargo el fracaso en la oposición y la situación general de crisis de la profesión condujeron a Martí a volver de nuevo a Castellón para instalarse con su familia, noticia de amplia repercusión en la prensa local. 
El retiro en su localidad natal no debió alargarse mucho en el tiempo puesto que en 1934 firma el proyecto de construcción de un grupo escolar en el entonces municipio independiente de Chamartín de la Rosa, entre la calle de Honduras, el paseo de La Habana y la avenida de Alberto Alcocer, el actual colegio de San Juan de la Cruz encargado por la OTCE a través de la Junta de Ampliación de Estudios, motivo por el cual fue elegido pese a posicionarse previamente en contra del órgano público que ahora le contrataba. Ese mismo año participó junto a Esteban de la Mora, Luis Lacasa y el ingeniero Eduardo Torroja en el concurso de anteproyectos para la construcción de poblados en las zonas regables del Guadalquivir y el Guadalmellato, quedando ganadores ex aequo con Fernando de La Cuadra con su propuesta para poblado en el Valle bajo del Guadalquivir y ganadores únicos con su propuesta para la zona del Guadalmellato. El fracaso de la reforma agraria impidió la construcción de estos poblados.
En algún momento entre 1934 y 1936 sería nombrado profesor de la Escuela de Arquitectura de Madrid, así como levantó el primer inventario del románico español junto a Roberto Fernández Balbuena.
En 1935 diseña junto a Manuel Sánchez Arcas la nueva sede del Centro de Estudios Históricos en la Colina de los Chopos junto a otras instituciones científicas y culturales del Estado, pero no llegó a construirse.

## Guerra Civil y exilio
Con el estallido de la Guerra Civil el gobierno republicano emite un decreto para depurar a los funcionarios que ideológicamente no simpatizaran con la República, el entonces jefe de la OTCE Antonio Flórez Urdapilleta no consigue superarlas por lo que la institución desaparece temporalmente hasta que fue refundada en 1937 supuestamente bajo la dirección de Jesús Martí. Fue propuesto para diseñar el Pabellón de la República Española en la Exposición Internacional de París de 1937 pero lo rechazó para seguir construyendo refugios antiaéreos en los barrios de Cuatro Caminos y Pacífico de Madrid. Su cargo en la administración le lleva a colaborar con la Junta Superior del Tesoro Artístico Nacional creada por Josep Renau como director general de Bellas Artes en el traslado de obras de arte a Valencia para ponerlas a salvo de los bombardeos sublevados contra Madrid junto a José Lino Vaamonde. En 1938 recibe y acepta, esta vez sí, el encargo para diseñar el pabellón de la República española en la Feria mundial de 1939 celebrada en Nueva York, en este pabellón se pensaba exponer todas las obras de arte expuestas en París 2 años antes y nuevas creaciones como cinco grandes frescos de Luis Quintanilla Isasi con el nombre conjunto de The Actual Moment in Spain, e individualmente, se titulaban Hambre, Dolor, Destrucción, Huida y Soldados, cuyo trabajo se finalizó y se conservan en el paraninfo de la Universidad de Cantabria; una pintura de Joaquim Sunyer, una escultura de Joan Rebull y un nuevo fotomontaje de Renau. El triunfo franquista impidió la construcción del pabellón y la representación oficial de España en la Feria.
Al finalizar la guerra marchó a pie al exilio cruzando la frontera con Francia donde fue hecho prisionero y enviado al campo de concentración de Argelès-sur-Mer por dos meses, del que fue liberado gracias a la intervención de Pablo Picasso. Al salir se trasladó a París donde se reunió con su esposa Clotilde dedicándose a la pintura hasta conseguir los suficientes ahorros para trasladarse a vivir a México.
El primer trabajo de Martí en México fue con el Servicio de Evacuación de Refugiados Españoles (SERE) y también construyó algunas residencias privadas en la Ciudad de México y Cuernavaca. Junto a los arquitectos Enrique Segarra Tomás, Arturo Sáenz de la Calzada y el ingeniero Carlos Gaos fundó la empresa Vías y Obras, que construyó instalaciones en los puertos de Veracruz y Acapulco entre otras ciudades. Para esta empresa también trabajó Félix Candela entre 1942 y 1947, y otros profesionales de la construcción exiliados de España. Ellos son los autores del Hotel Mocambo de Veracruz y de la reforma integral del Hotel Casino de la Selva en 1946 propiedad del empresario Manuel Suárez y Suárez en Cuernavaca.
En México, Martí hizo amistad con destacados exiliados republicanos españoles, entre ellos el escritor Emilio Prados, el filósofo José Gaos, los poetas Manuel Altolaguirre y los pintores Manuela Ballester y Enrique Climent. Destaca su íntima amistad con León Felipe, que en su libro ¡Oh este viejo y roto violín! le dedicó el poema El español desconocido.

## Pintor en México
Pese a la formación en pintura que había recibido desde niño y haber concluido la carrera en la Real Academia de San Fernando, Martí se consideraba autodidacta en el mundo de la pintura. Se obligaba a pintar al menos un rato todos los días para olvidar las preocupaciones de su profesión y expresar sus vivencias personales en el arte.
Veinte años después de fundar Vías y Obras fue engañado por uno de sus socios y decidió abandonar el ejercicio de la arquitectura para dedicar su vida a la pintura a la que cada vez prestaba más atención.
Martí pintaba por placer y sin ánimo de exponer o vender sus obras pudiendo disfrutarlas solo su círculo de amistades más íntimo, que a su vez invitaba a expertos en arte a su estudio para enseñarles sus cuadros. El rumor entre los críticos del arte fue tal que acabó llegando a oídos de Jorge Hernández Campos, jefe del Departamento de Artes Plásticas del Instituto Nacional de Bellas Artes que convenció a Martí para exponer sus obras de más de 30 años de trabajo en el Palacio de Bellas Artes de la Ciudad de México en 1970, cuando tenía una edad de 70 años. El éxito de crítica fue tal que se le consideró uno de los maestros de la pintura mexicana moderna.
Su estilo pasa del impresionismo académico de sus enseñanzas artísticas a alejarse por completo de cualquier encasillamiento estilístico, especialmente cuando retrata de memoria paisajes o personas que conoció en España o en su largo camino en el exilio hasta México, destacando la fuerza y vigor casi juvenil de su pintura. En total se calcula que fue autor de unas 500 obras que fueron documentadas en el momento de su fallecimiento.
Finalmente Martí murió en la Ciudad de México en 1975. Su viuda donó en 1984 siete de sus obras referidas al camino hacia el exilio francés y a su estancia en Argelès al Museo Español de Arte Contemporáneo formando parte desde 1988 de los fondos pictóricos del Museo Nacional Centro de Arte Reina Sofía, cumpliendo el deseo de su esposo de que alguna vez sus obras brillaran bajo el sol de España. Otras de sus obras, una serie de retratos de sus amigos que bautizó como Tertulias del Sorrento pertenecen al Ateneo Español de México.